# Chrysosoma stragulum
Chrysosoma stragulum är en tvåvingeart som beskrevs av Becker 1922. Chrysosoma stragulum ingår i släktet Chrysosoma och familjen styltflugor. Inga underarter finns listade i Catalogue of Life.